# British Rail Class 317
British Rail Class 317 – typ elektrycznych zespołów trakcyjnych, prodowanych w latach 1981-1982 i ponownie od 1985 do 1987 przez zakłady BREL w Yorku. Łącznie zbudowano 72 zestawy tego typu. Obecnie są one używane przez dwóch przewoźników: First Capital Connect oraz National Express East Anglia. Służą głównie do obsługi tras podmiejskich oraz szybkich połączeń regionalnych. Można je spotkać m.in. na specjalnej trasie łączącej centrum Londynu z lotniskiem Stansted.